# Trattato di Costantinopoli (1590)
Il Trattato di Costantinopoli, noto anche come la Pace di Istanbul o Trattato di Ferhad Pascià (in turco Ferhat Paşa Antlaşması), fu un trattato tra l'Impero Ottomano e l'Impero Safavide che pose fine alla guerra ottomano-safavide del 1578-1590. Fu firmato il 21 marzo 1590 a Costantinopoli (l'attuale Istanbul). La guerra iniziò quando gli Ottomani, allora governati da Murad III, invasero i possedimenti safavidi in Georgia, durante un periodo di debolezza safavide. Con l'impero assediato su numerosi fronti e il suo controllo interno afflitto da guerre civili e intrighi di corte, il nuovo re safavide Abbas I, che era stato posto sul trono nel 1588, optò per la pace incondizionata, arrivando al trattato. Il trattato pose fine a 12 anni di ostilità tra i due acerrimi rivali. La guerra e il trattato furono un successo per gli Ottomani e gravemente sfavorevoli per i Safavidi. Il nuovo status quo si dimostrò di breve durata, poiché nel successivo periodo di ostilità, diversi anni dopo, tutte le perdite dei Safavidi furono recuperate.

## Guerra
Al momento dell'inizio della guerra, l'Impero Safavide era in uno stato caotico sotto il suo debole sovrano, Mohammad Khodabanda. Nei combattimenti risultanti, gli ottomani erano riusciti a conquistare la maggior parte delle province safavide dell'Azerbaigian (inclusa l'ex capitale Tabriz), della Georgia (Kartli, Kakheti, Samtskhe-Meskheti orientale), Karabakh, Erivan, e Khuzestan, nonostante il contrattacco inizialmente riuscito di Mohammad Khodabanda. Quando Abbas I salì al trono nel 1588, il regno safavide era ancora afflitto da questioni interne, e così gli ottomani riuscirono a spingersi oltre, catturando nello stesso anno Baghdad e Ganja poco dopo. Di fronte a problemi ancora maggiori (guerre civili, rivolte e la guerra contro gli uzbeki nella parte nord-orientale del regno), Abbas I acconsentì a firmare un trattato umiliante con termini svantaggiosi.

## Trattato
Secondo il trattato, l'impero ottomano mantenne la maggior parte dei suoi guadagni durante la guerra. Questi includevano la maggior parte del Caucaso meridionale (che includeva i domini safavidi in Georgia, composti dai regni di Kartli e Kakheti e la parte orientale del principato Samtskhe-Meskheti, nonché la provincia di Erivan, Karabakh e Shirvan), la provincia dell'Azerbaigian (inclusa Tabriz, ma non Ardabil, che rimase nelle mani dei Safavidi), Luristan, Daghestan, la maggior parte delle restanti parti del Kurdistan, Shahrizor, Khuzestan, Baghdad e Mesopotamia. Nel trattato era inclusa una clausola che stabiliva che i Safavidi avrebbero dovuto smettere di maledire i primi tre califfi, come era comune sin dal primo grande trattato ottomano-safavide, vale a dire la pace di Amasya (1555). I persiani acconsentirono anche di rendere omaggio ai leader religiosi di fede sunnita.

## Conseguenze
Questo trattato fu un successo per l'Impero Ottomano, poiché vaste aree erano state annesse. Tuttavia, il nuovo status quo non durò a lungo. Abbas volle utilizzare il tempo e le risorse risultanti dalla pace sul fronte principale con gli ottomani, per affrontare con successo le altre questioni (compresi gli uzbeki e altre rivolte), in attesa del momento opportuno per riconquistare i suoi possessi. Quando l'Impero Ottomano durante il regno del giovane sultano Ahmet I fu impegnato con le rivolte Celali, Abbas fu in grado di riguadagnare la maggior parte delle sue perdite, che l'impero ottomano dovette accettare nel trattato di Nasuh Pasha, 22 anni dopo questo trattato.